# Eospalax muliensis
Eospalax muliensis és una espècie de mamífer rosegador de la família dels espalàcids. És endèmic del comtat xinès de Muli, a la província de Sichuan, on viu a una altitud d'uns 3.700 msnm. El seu hàbitat natural són els prats alpins. És un miospalací petit, amb una llargada de cap a gropa de 145-175 mm i un pes mitjà de 155 g. El seu nom específic, muliensis, significa ‘de Muli’ en llatí.